# بياعة كبيرة
بياعة كبيرة  قرية سوريّة تتبع إداريّاً لمحافظة حلب منطقة جبل سمعان ناحية تل الضمان، بلغ تعداد سكانها 142 نسمة حسب التعداد السكاني لعام 2004.